# Carl Ludwig Karcher
 Carl Ludwig Karcher (* 15. Juli 1850 in St. Johann (Saar); † 19. Dezember 1902 ebenda) war ein deutscher Ingenieur, Kaufmann und Stahlgussfabrikant. 

## Leben

### Herkunft und Familie
Carl Ludwig Karcher entstammte einer wohlhabenden Saarbrücker Kaufmannsfamilie und war der Sohn des Saarbrücker Bürgermeisters Karl Karcher und dessen Ehefrau Katharine Eleonore Christina Geisbauer (1827–1891). Der Unternehmer und Politiker Eduard Karcher (1818–1895) war sein Onkel und der Gutsbesitzer und Rittmeister Paul Karcher sein Cousin.
Er war  verheiratet mit Luise Emma Pauline Mischke (1860–1922), Tochter des Hüttendirektors Carl Moritz Mischke (1817–1886). Die Ehe brachte die Kinder Emma Maria (* 1880), Karl Heinrich (1881–1944), Else Cornelia (* 1882), Martha Emma Adelheid (* 1887) und Hans Robert Rudolf (1890–1959). Beide Söhne übernahmen später das Unternehmen ihres Vaters.

### Unternehmerisches Wirken
Nach seiner Schul- und Berufsausbildung mit anschließendem Ingenieurstudium gründete er 1877 in seinem Heimatort St. Johann zusammen mit  dem Fabrikanten Georg Julius Dingler die Firma Dingler, Karcher & Co., eine  Maschinenfabrik und Eisen- und Metallgießerei, die sich auf die Herstellung von Eisenguss spezialisiert hatte. Die technische Weiterentwicklung führte zum Stahlguss, Ausgangsmaterial für die Herstellung von komplizierten Radkörpern, Zahnrädern und Walzenständern.
1888 wurden die ersten Siemens-Martin Öfen für die eigene Stahlerzeugung aufgestellt. Aus der kleinen Werkstatt mit etwa 30 Beschäftigten war ein Stahlwerk mit umfangreichen Gießereibetrieben und 650 Beschäftigten geworden. Auf sein Betreiben hin wurde der Betrieb – mitten im Ort gelegen – aufgegeben und am Ortsrand ein großzügiges neues Stahlwerk errichtet. 

### Karcherstiftung
1891, nach dem Tode beider Eltern, errichtete Carl Ludwig zusammen mit den übrigen Erben die Karcherstiftung, deren Zweck die Unterstützung verarmter Kranker war. Diese Stiftung war zunächst mit 25.000 Mark (1871) dotiert.

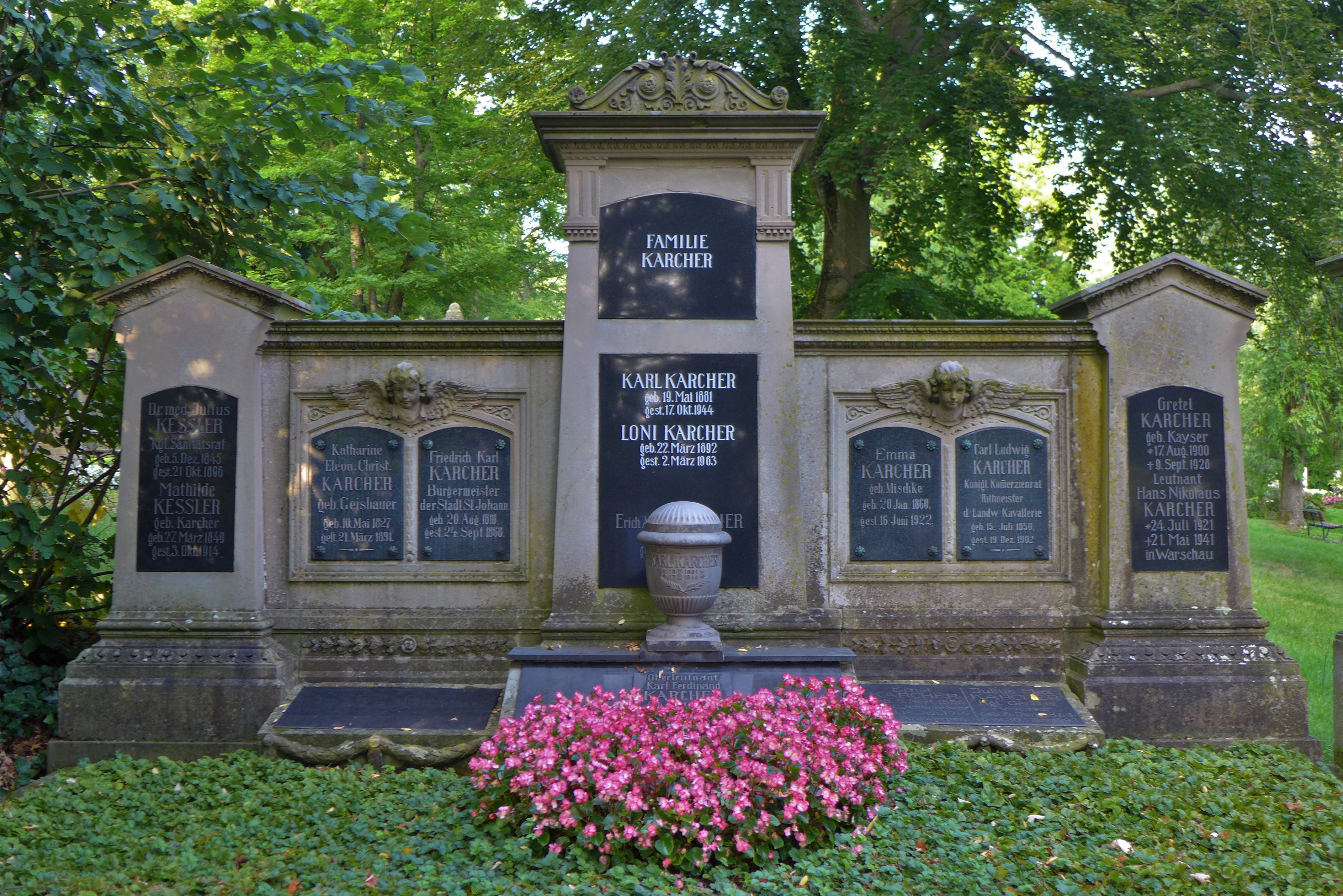
Grabmal Carl Ludwig Karchers auf dem Alten Friedhof St. Johann

Carl Ludwig Karcher fand seine letzte Ruhestätte in dem Familiengrab auf dem Friedhof in St. Johann. 

### Sonstiges
Karcher war Mitglied des Vereins der deutschen Ingenieure, Pfalz-Saarbrücker Bezirksverein.

### Ehrungen und Auszeichnungen
- Königlicher Kommerzienrat
- Rittmeister der Landwehr-Kavallerie